# Henry Seymour (homme politique)
Pour les articles homonymes, voir Seymour et Seymour (patronyme).
Henry Seymour (15 décembre 1746 – 5 février 1830) est un homme politique britannique, le second fils de Francis Seymour-Conway. Il abandonne le nom de famille de Conway après la mort de son père en 1794.

## Biographie

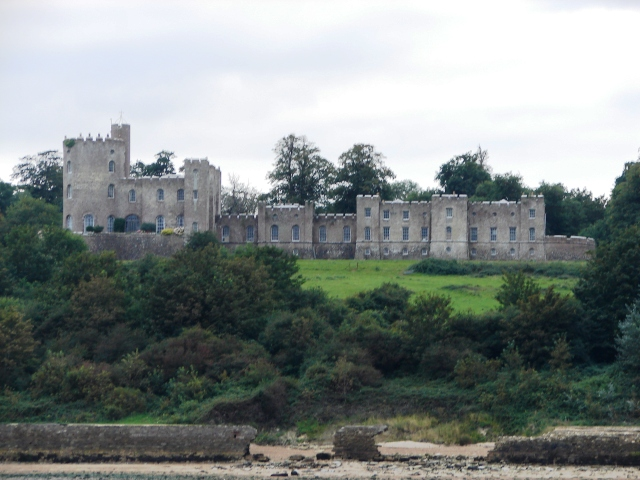
Château de Norris.

Il fait ses études au Collège d'Eton et à Hertford College, Oxford, et obtient un MA à Merton College en 1767. Il est d'abord élu à la Chambre des Communes en 1766, en tant que député de Coventry. Il vote généralement avec son oncle et homonyme Henry Seymour-Conway. Après les Élections générales britanniques de 1768, il devient partisan des gouvernements Grafton et North.
En raison d'une dispute entre son père, le comte de Hertford, et la corporation de Coventry, il n'est pas candidat en 1774. Il est député de Midhurst, sur les instances du gouvernement North. En 1776, il est élu au Parlement d'Irlande pour le comté d'Antrim, qu'il représente jusqu'en 1783. Comme sa réélection à Midhurst ne semble pas être envisageable pour les Élections générales britanniques de 1780, il se présente avec succès à Downton. En 1784, Seymour-Conway et Robert Shafto affrontent l’honorable Edward Bouverie et William Scott, et leur élection est contestée devant la Chambre des Communes. Seymour-Conway choisit de ne pas se représenter à l'élection suivante. Son frère William prend sa place et remporte l'élection. Au cours de cette période, il est pendant un certain temps capitaine dans la milice du Warwickshire, et se lie d'amitié avec le poète George Crabbe alors qu'ils sont en garnison à Aldeburgh. Le 11 février 1793, il est promu major.
L'élection de 1784 est marquée par le départ de la politique d'Henry. En 1790, lui et son frère Robert reçoivent, à titre viager, la place de protonotaire, greffier de la couronne, filazer, et le gardien de la déclaration, du King's Bench, en Irlande. En 1816, ces places produisent un revenu de plus de 10 000 livres sterling par an (l'équivalent de 702 478 £ à compter de 2016). Il est également craner et gardien de quai du Port de Dublin, une sinécure abolie en 1830.
Il consacre le reste de sa vie à l'amélioration de son domaine de Norris, dans l'Île de Wight, où il expérimente l'utilisation des algues comme engrais. Il a une réputation à la fois d'excentricité et de bienveillance à sa mort, célibataire, en 1830. Un monument en son honneur est placé à l'église Saint-Mildred de Whippingham. Il laisse le château de Norris à son plus jeune frère, Lord George Seymour, qui le vend au journaliste Robert Bell en 1839.